# Конституція Великої Японської імперії

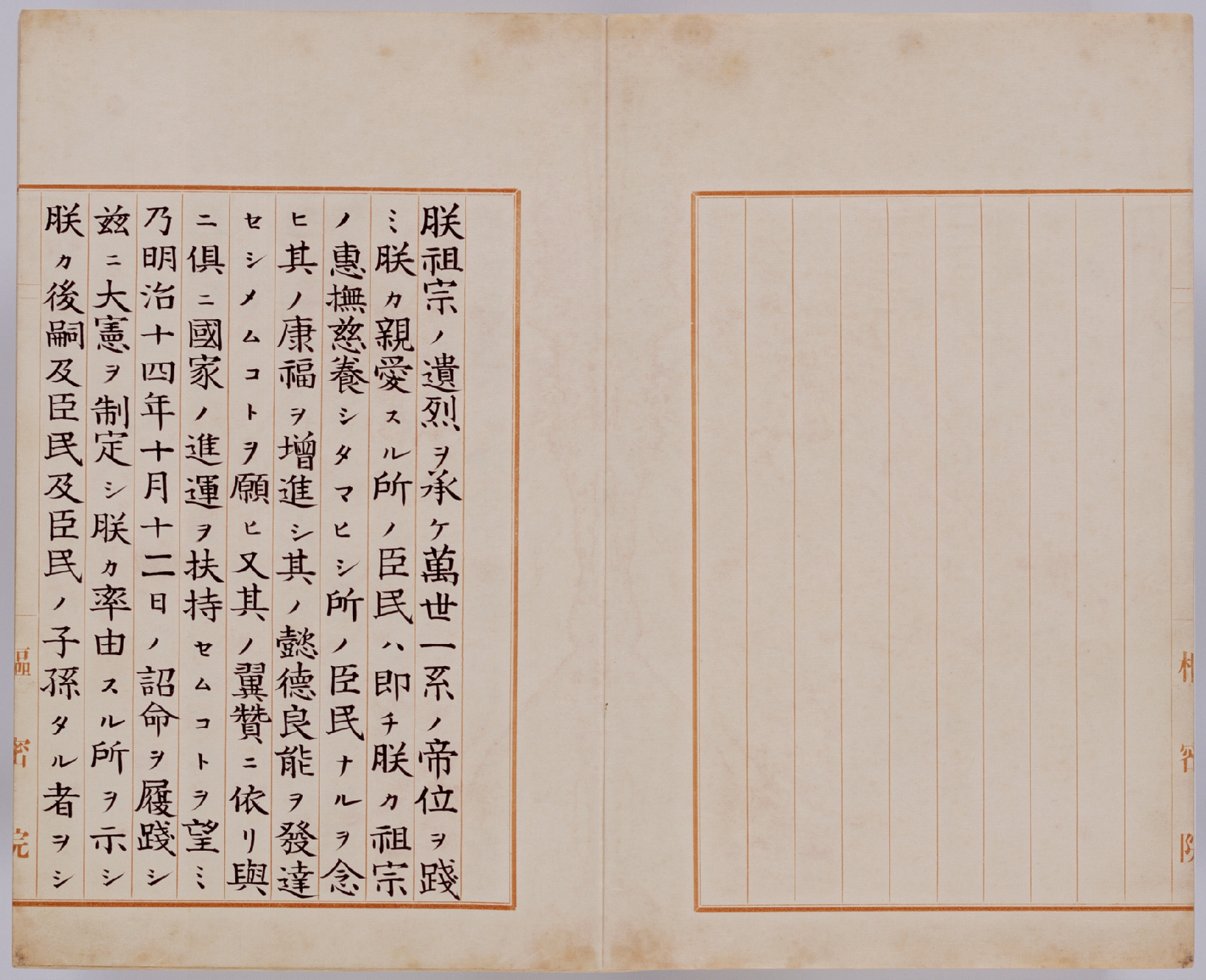
1 сторінка. Імператорський Привілей.

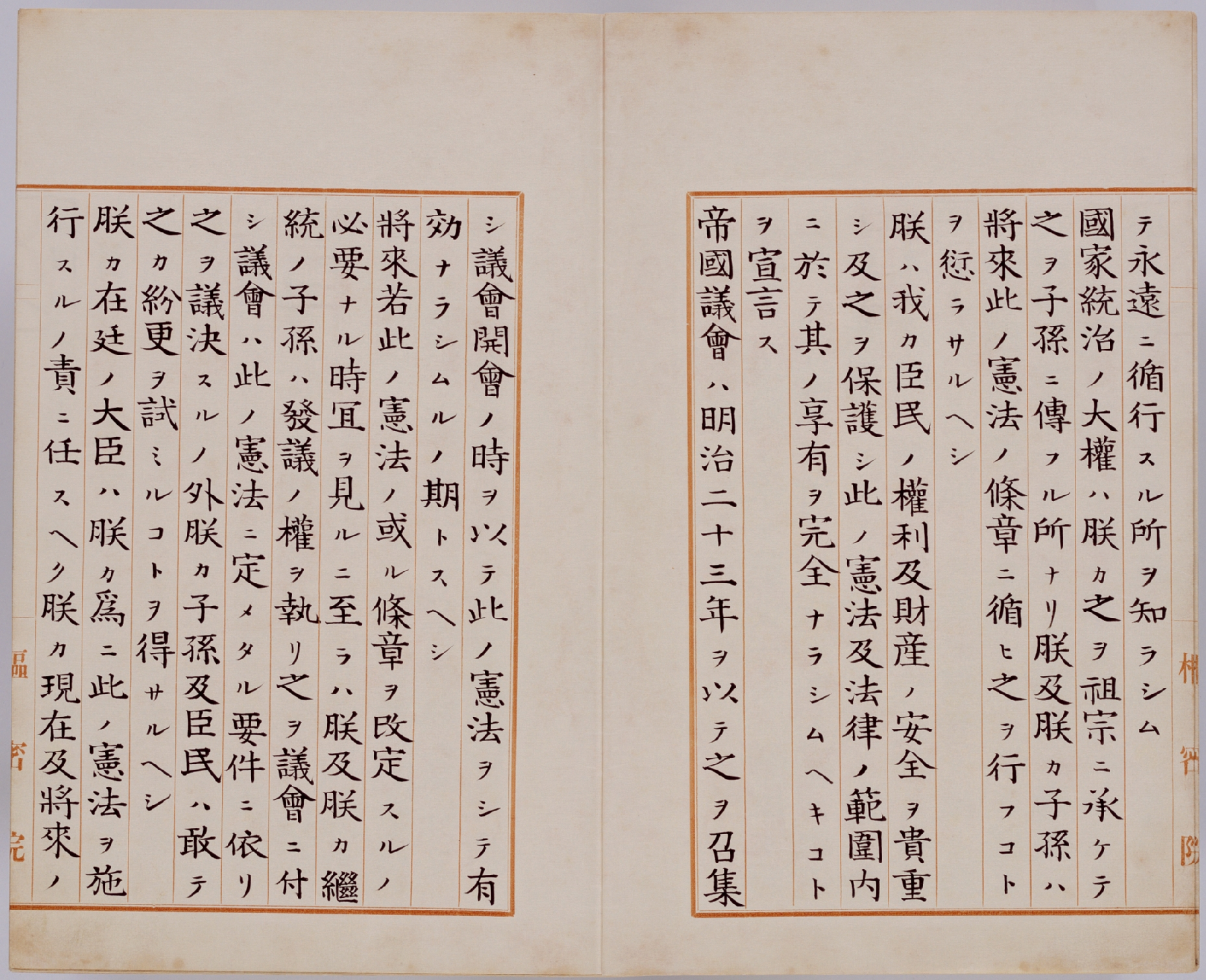
2 сторінка. Імператорський Привілей.

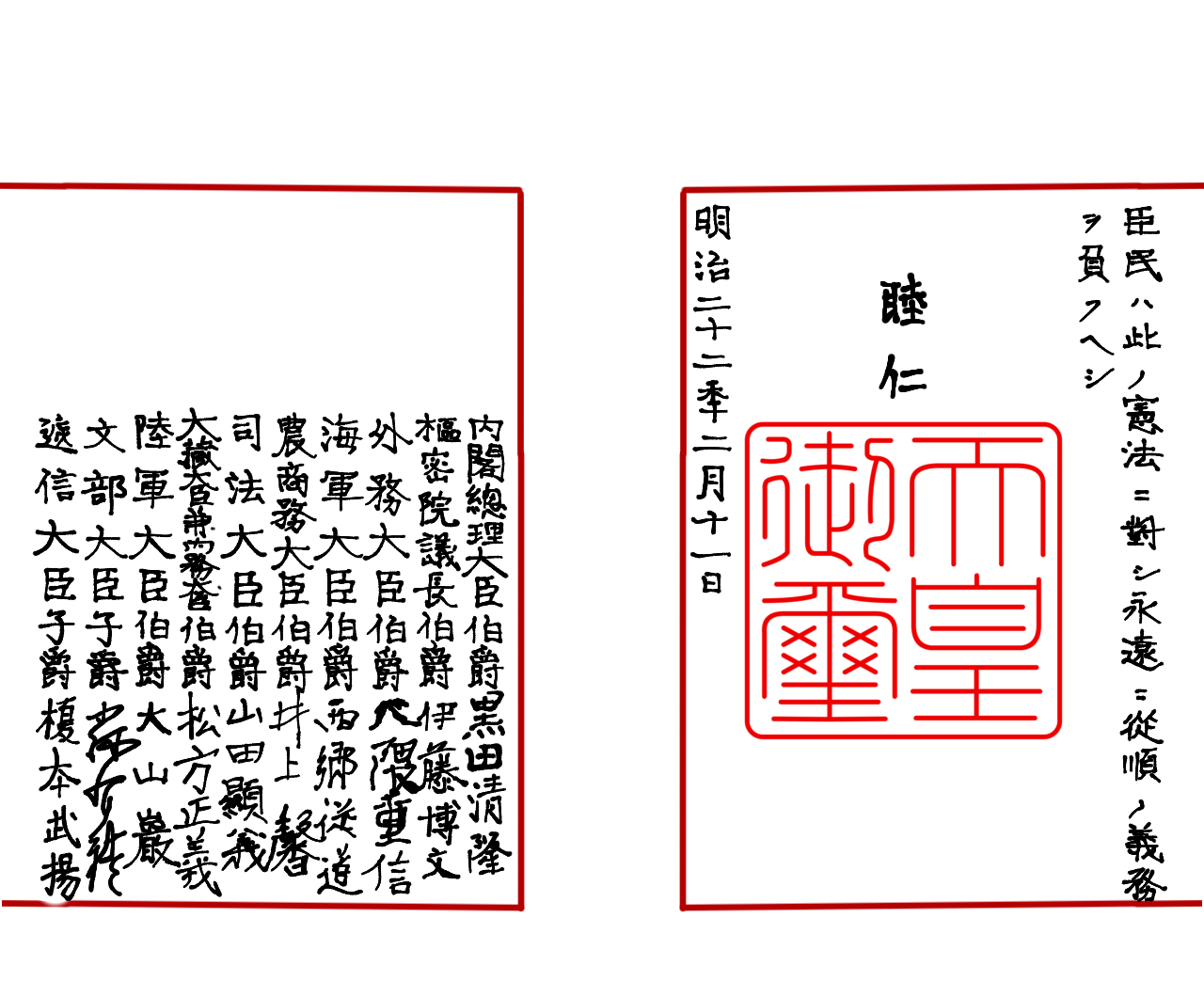
3 сторінка. Імператорська печатка і підписи міністрів.

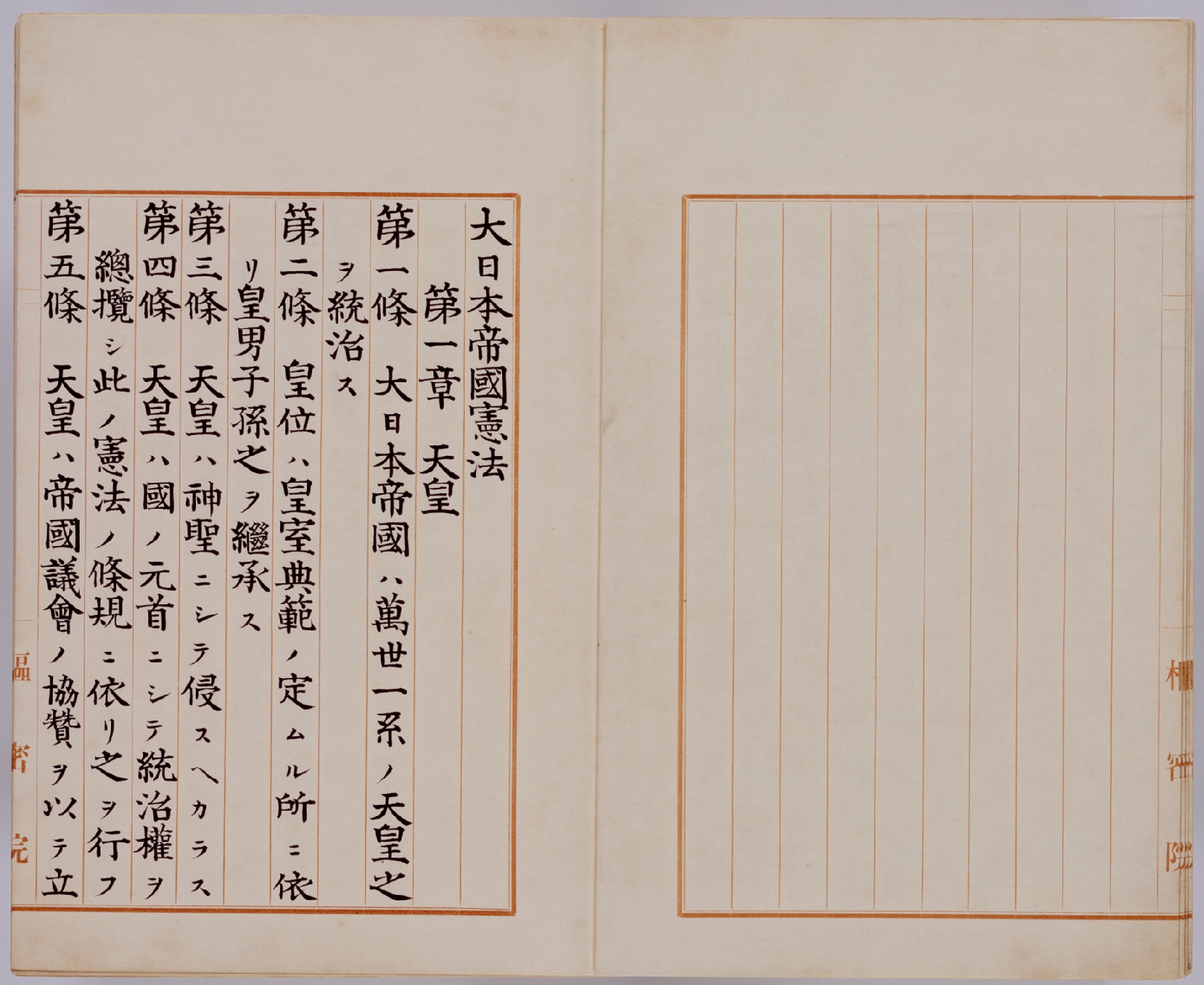
4 сторінка. Початок основного тексту.

Конститу́ція Вели́кої Япо́нської Імпе́рії (яп. 大日本帝国憲法, だいにほんていこくけんぽう, Dai-Nippon Teikoku Kenpō) — основний закон Японської імперії. Прийнятий і проголошений 11 лютого 1889 року. Був чинний з 29 листопада 1890. Втратив чинність після 2 травня 1947 року у зв'язку з утвердженням нової Конституції Японії 1947 року.

## Процес прийняття
Після реставрації Мейдзі 1868 року Імператорський уряд Японії, який успішно ліквідував попередню систему влади сьоґунату Токугава, перебував під тиском громадського Руху за свободу і народні права, а тому почав схилятися до створення всеяпонської конституції. У 1876 році Палаті Старійшин було наказано випрацювати чорновий проєкт основного закону. Вона сформувала Комітет дослідження Конституції, ознайомилась із основними законами іноземних країн і у жовтні 1876 року подала на розгляд уряду перший конституційний проєкт, а у 1878 році — другий. Обидва проєкти укладалися під впливом демократичної конституції Бельгії 1831 року і виклали сувору критику лідера японської аристократії Івакури Томомі. У 1880 році спеціалісти Палати Старійшин упорядкували третій проєкт японської конституції, але і його не було затверджено.
У конституційному процесі взяли також активну участь пересічні японці, які стали складати громадські проєкти основного закону та подавати їх уряду. Серед таких робіт особливим радикалізмом відзначився «Проєкт Державної Конституції Східноазійської Великої Японії» авторства Уекі Еморі, який змусив японських високопосадовців пришвидшити хід прийняття конституції і пообіцяти громадським діячам скликати Всеяпонський Парламент після її затвердження.
У таких умовах було упорядковано новий урядовий проєкт основного закону 1888 року. Його автором став перший прем'єр-міністр Японії Іто Хіробумі. Цей політик пройшов стажування у Пруссії під керівництвом юристів Рудольфа фон Гнейста та Гюнтера Штейна і вважав прусську модель конституційної монархії найбільш пасуючою для японської владної системи. Після повернення на батьківщину, Іто разом з Іноуе Ковасі та Канеко Кентаро склав у 1880 році перший конституційний проєкт, а 1888 році — остаточний. Деталі написання і редагування цих робіт не повідомлялися громадськості. Остаточний проєкт Іто пройшов обговорення у Таємній Раді і був затверджений Імператором Японії 11 лютого 1889 року як «Конституція Великої Японської Імперії». Вона набрала чинності з 29 листопада 1890 року і діяла без поправок до утвердження нової Конституції Японії 1947 року.

## Структура і особливості
За змістом Конституція поділяється на власне Конституцію Великої Японської Імперії та Закон про Імператорський дім. Вона складається з Імператорського Привілею, 7 параграфів і 76 статей. Текст Конституції простий, не чіткий і ситуативний, що давало змогу японському уряду трактувати його на власний розсуд залежно від обставин. Як і у прусській моделі конституційної монархії, японська Конституція поєднувала ліберально-демократичні цінності з абсолютною владою монарха, але також містила оригінальні положення про божественність природи Імператорської влади, відображені у статтях 1 і 4, що надавало основному закону Японії відтінку теократичності.
Серед демократичних нововведень Конституції було скликання Парламенту для контролю уряду, введення системи міністрів-радників для запобігання монаршому авторитаризму, проголошення незалежності судової влади і визначення базових прав громадян. У результаті Руху підтримки Конституції 1912–1913 років, який ставив на меті захист і дотримання цих положень, в Японії міжвоєнного періоду набули розвитку демократичні перетворення у період Тайсьо, а також з'явилися перші багатопартійні Кабінети міністрів.
Разом з цим носієм суверенітету Японії і наглядачем, що мав право управління усіма сферами життя країни, проголошувався Імператор Японії. Розпорядження видані ним мали силу закону без ухвали Парламенту. При Імператорі встановлювалися дорадчі органи Таємна Рада та Палата аристократії, члени яких брали участь у вирішенні політичних питань, але знаходилися поза контролем громадян Японії. Управління військом також перебувало у формальній компетенції Імператора, але фактично було незалежним. Ці положення обумовили недорозвиненість демократичних інститутів Японії і спричинили появу теократично-мілітаристської диктатури у 1930-х роках.